# 李春発
李 春発（り しゅんはつ、Li Chunfa、? - 1864年）は、太平天国の指導者の一人。
広西省出身。1858年、益天福に封じられ、蒙得恩を補佐して国務にあたった。1859年、護京正主将に任命され、天京で行われた科挙の試験官を務めた。1860年、幼天王洪天貴福から「勤労著しい」として天朝九門御林忠誠弐天将兼京畿統管に任命され、干王洪仁玕・幼賛王蒙時雍・章王林紹璋とともに朝政を担い、西洋諸国との外交を担当した。1861年、順王に封ぜられた。1863年8月、忠王李秀成に従って長江を渡り、安徽省巣県を攻撃した。1864年、天京が陥落すると、林紹璋らとともに湖熟鎮で戦死した。